# John Coltrane and Johnny Hartman
John Coltrane and Johnny Hartman est un album de John Coltrane et Johnny Hartman sorti en 1963.

## Historique
Johnny Hartman est le seul chanteur avec lequel John Coltrane a enregistré en tant que leader. L'album se situe durant deux années (1962-63) durant lesquelles le saxophoniste prit du recul dans sa carrière par rapport au « New Thing » qu'il explorait alors. Il enregistre les Ballads, et signe deux albums de commandes : les duos avec Duke Ellington (Duke Ellington and John Coltrane, 1962) et Johnny Hartman.
Pourtant inconnu à l'époque, Hartman hésita avant d'accepter le contrat : il ne se considérait pas comme un chanteur de jazz et ne pensait pas que cette collaboration serait fructueuse. Le producteur Bob Thiele encouragea Hartman à aller écouter Coltrane au Birdland à New York. Après le concert, Hartman, Coltrane et McCoy Tyner ont joué quelques morceaux ensemble. Le 7 mars 1963, Hartman et Coltrane s'était mis d'accord sur une liste de 10 chansons à enregistrer, mais, sur le chemin vers le studio, en entendant Lush Life chanté par Nat King Cole, Hartman décida d'ajouter ce morceau sur l'album.
Presque tous les morceaux ont été enregistrés en une prise, sauf You Are Too Beautiful, qui nécessita deux prises, Elvin Jones ayant laissé tomber une de ses baguettes.
En 2009, Kurt Elling publie Dedicated to You: Kurt Elling Sings the Music of Coltrane and Hartman en hommage à cet album.

## Distinction
En 2013, l'album reçoit le Grammy Hall of Fame Award.

## Titres
Face 1
| No | Titre                   | Musique                            | Durée |
| -- | ----------------------- | ---------------------------------- | ----- |
| 1. | They Say It's Wonderful | Irving Berlin                      | 5:20  |
| 2. | Dedicated to You        | Sammy Cahn, Saul Chaplin, Hy Zaret | 5:32  |
| 3. | My One and Only Love    | Guy Wood, Robert Mellin            | 4:55  |

Face 2
| No | Titre                 | Musique                      | Durée |
| -- | --------------------- | ---------------------------- | ----- |
| 4. | Lush Life             | Billy Strayhorn              | 5:29  |
| 5. | You Are Too Beautiful | Richard Rodgers, Lorenz Hart | 5:36  |
| 6. | Autumn Serenade       | Peter DeRose, Sammy Gallop   | 4:19  |

## Musiciens
- John Coltrane : saxophone ténor
- Johnny Hartman : chant
- McCoy Tyner : Piano
- Jimmy Garrison : Contrebasse
- Elvin Jones : Batterie